# Louhi
Louhi, la reina de la terra coneguda com Pohjola (presumiblement, el nord d'Escandinàvia), és un personatge pertanyent a la mitologia finesa i a la mitologia de Lapònia. El vocable pohja significa "nord" en finès.
Com moltes criatures i elements de la mitologia finesa, Louhi possiblement sigui l'alter ego de diverses deesses, possiblement Louhetar, Loviatar, Lovitar.
"Louhi" o "lovi" també pot referir-se a un estat de trànsit o provocat per la màgia. També apareix, per exemple, en les obertures d'encanteris com "Nouse luontoni lovesta, haon alta haltiani" o variacions similars, que poden traduir-se com "eleva la meva naturalesa del lovi, el meu esperit de la meva empara".

## Llegenda
Físicament se la descriu com una bruixa de gran alçada amb la capacitat de transformar-se en qualsevol cosa (animals, objectes, etc) i poder conjurar encanteris malignes. Ella és també l'enemic principal de Väinämöinen a la batalla per poder aconseguir l'artefacte màgic anomenat Sampo al Kalevala. Transformada en un ocell monstruós ataca el vaixell que transporta el Sampo.
Louhi també tenia la capacitat de tancar la lluna i el sol a una caverna per provocar una onada de fred sobre tot un país.
Ella té moltes filles belles, amb les quals Ilmarinen, Lemminkäinen i altres herois finlandesos procuren casar-se en altres històries. Fidel a l'estructura de nombrosos contes de fades, Louhi fixa tasques als herois que van des de difícils a impossibles perquè ells puguin assolir aquests premis.